# Wyciąg rowerowy

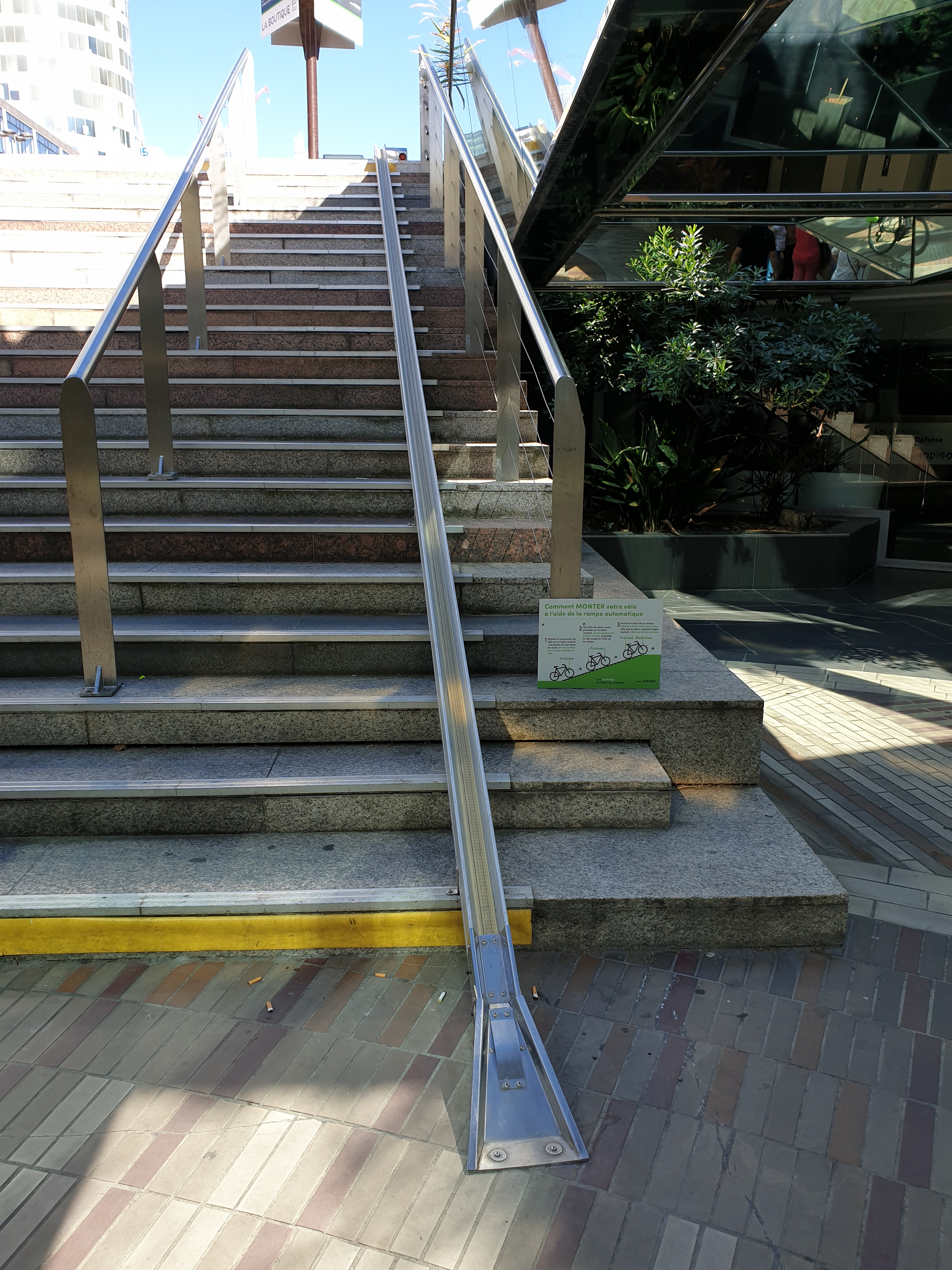
Nowe ruchome schody rowerowe w Paryżu, 2020 r

Wyciąg rowerowy – napędzany mechaniczne system służący do przemieszczania rowerów wraz z rowerzystą pod górę. Stosowany jest tam, gdzie stromość zbocza lub inne sytuacje uniemożliwiają jazdę pod górę.
Używany jest w transporcie rowerowym, aby uczynić obszary bardziej dostępnymi dla rowerów. Przeszkodą w jego powszechnym stosowaniu są niskie budżety na infrastrukturę rowerową.  

## Wyciąg rowerowy Trampe

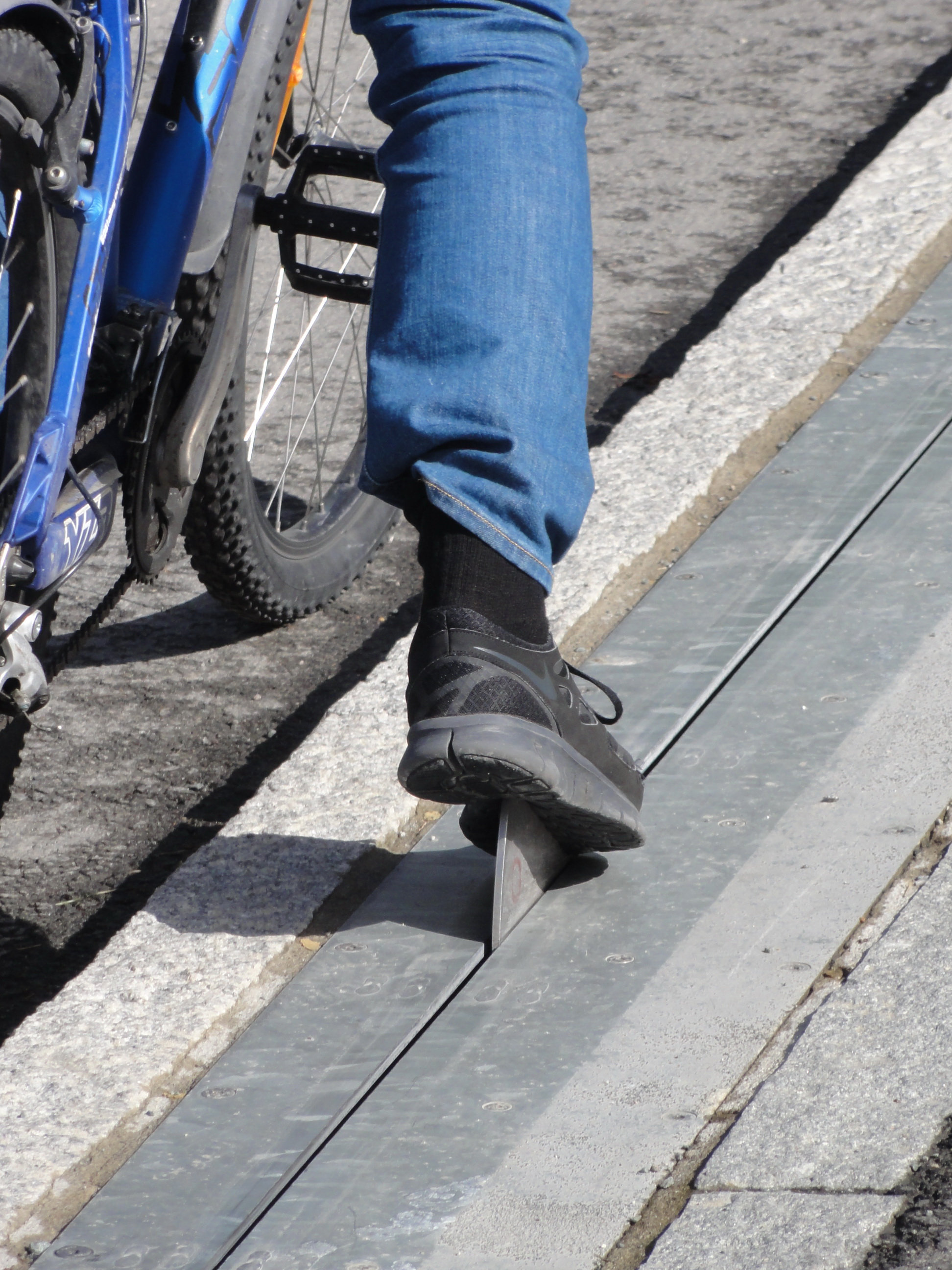
Wyciąg Trampe w Trondheim (Norwegia)

Wyciąg rowerowy typu Trampe składa się z pedału zamontowanego na torze przy krawężniku. Rowerzysta siedzi na swoim rowerze i kładzie jedną stopę na pedale pojazdu, który jest przymocowany do liny w torze. Pedał unosi się, popychając rower i rowerzystę pod górę. Działa również w przypadku hulajnóg. Ten system może być używany do wzniesień do 500 m (1600 stóp). 

## Rowerowe schody ruchome
Rowerowe schody ruchome (rowerowy przenośnik taśmowy) to bardzo wąskie schody ruchome dedykowane dla kół roweru. Są często używane na stacjach metra w Japonii i Korei Południowej. Biegną wzdłuż schodów, przenosząc rower z rowerzystą idącym obok roweru z zaciągniętymi hamulcami. Przedni hamulec musi zostać zwolniony, gdy rower opuszcza schody.
Można je dostosować do tempa marszu rowerzysty, a także do wszystkich średnic i szerokości kół rowerowych. Mogą mieć szczotki po bokach, aby zapobiec stoczeniu się rowerzysty. Są nieco trudniejsze w użyciu na rowerze bez hamulców ręcznych (to znaczy z hamulcami z tylnym pedałem), ponieważ użytkownik musi udźwignąć większą część masy roweru.
Poza tym, że są napędzane, wyglądem są podobne do rynien rowerowych, korytek w kształcie litery U mocowanych po bokach schodów i mogą być instalowane w ich miejsce. Schody ruchome w górę można połączyć z nienapędzanym w dół kanałem wyłożonym szczotkami.
Są często używane na stacjach metra w Japonii i Korei Południowej. Są również powszechne w Holandii i są używane we Francji.

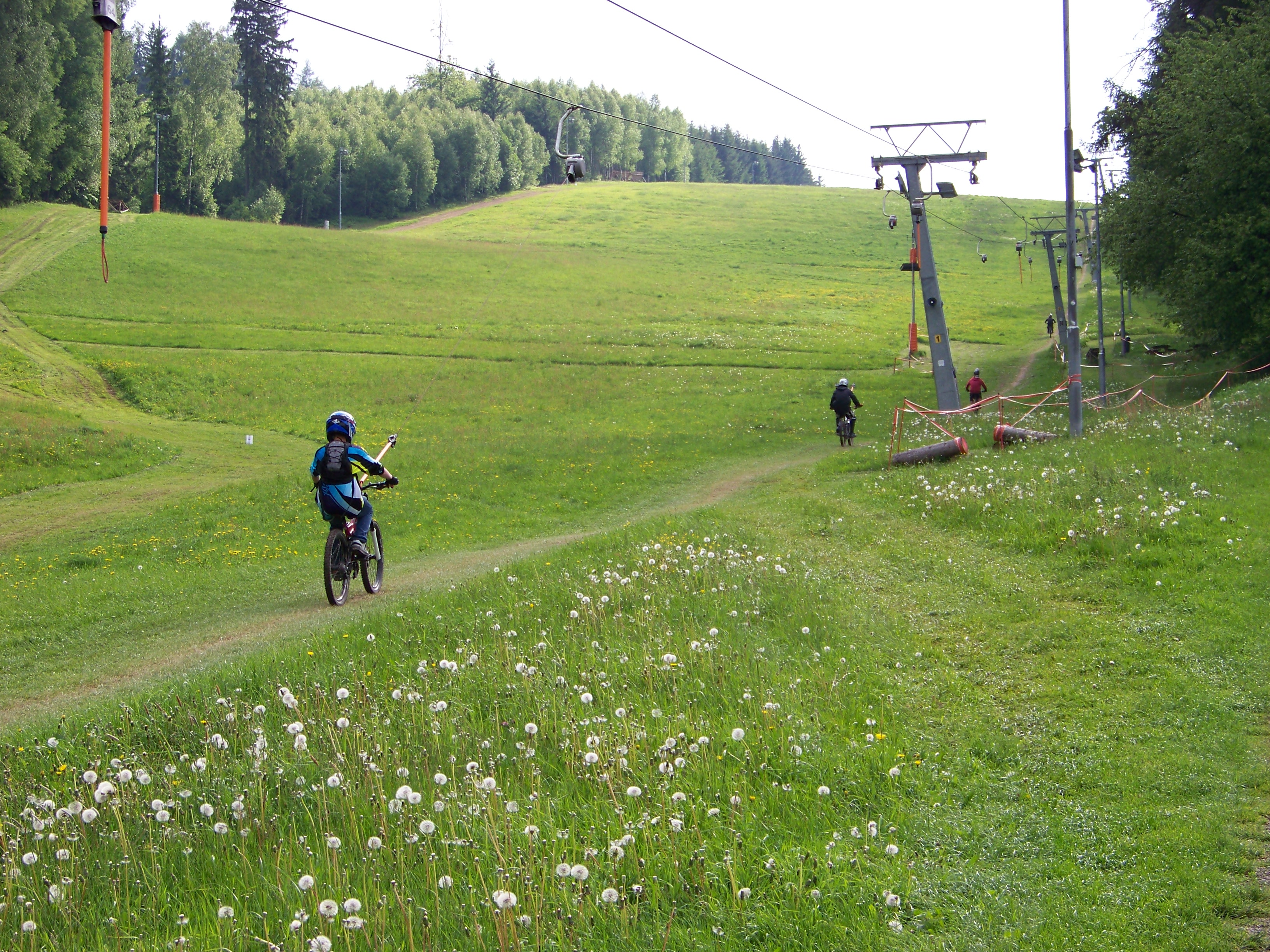
Wyciąg rowerowy w miejscowości Česká Třebová -Parník. Nieużywana lina holownicza w kolorze pomarańczowym, lewy górny róg

Rowerowe wyciągi linowe są konstrukcjami, gdzie rowery są podłączone do linii napowietrznej. Rowerzysta pozostaje na siodełku i porusza się wraz z ciągniętym przez wyciąg rowerem. Liny holownicze są zwijane gdy nie są używane. Jeśli nie są używane, zwisają znacznie powyżej wysokości głowy (z wyjątkiem końców napowietrznej liny holowniczej, gdzie są wystarczająco niskie, aby dosięgnąć, pociągnąć w dół i przymocować do roweru). Konstrukcyjnie zbliżone do narciarskich wyciągów orczykowych. 

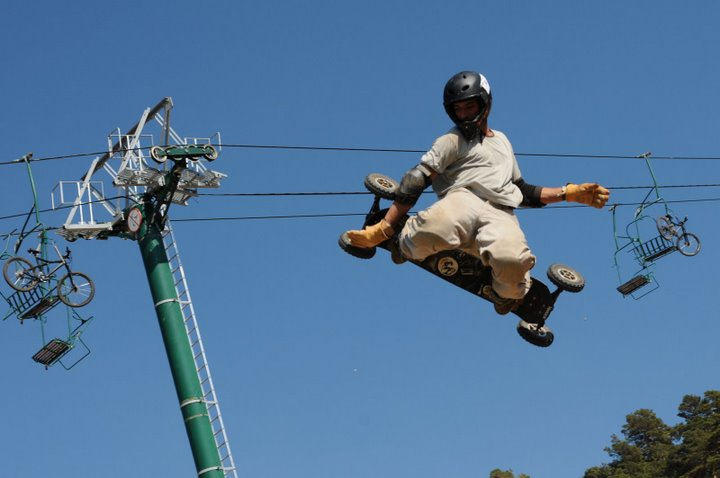
W przypadku braku stojaków na rowery z podnośnikiem, rowery muszą być zaczepione na zwykłym krzesełku (tło).